# María Botto
María Botto Rota (Buenos Aires, 10 febbraio 1974) è un'attrice argentina naturalizzata spagnola di origini italiane.

## Biografia
Nel 1978 si trasferisce in Spagna con la madre Cristina Rota e il fratello Juan Diego Botto, anch'essi attori.
È apparsa in più di trenta film dal 1984. Dal 2016 interpreta il ruolo ricorrente della sorella del personaggio di Juan Diego Botto, la sorella di Javier, Ava Pereira, nella serie televisiva della TNT Good Behavior.

## Filmografia

### Cinema
- Stico, regia di Jaime de Armiñán (1985)
- Se ti dico che sono caduto (Si te dicen que caí), regia di Vicente Aranda (1989)
- Soldados de Salamina, regia di David Trueba (2003)
- Carmen, regia di Vicente Aranda (2003)
- Il mio nuovo strano fidanzato (Seres queridos), regia di Dominic Harari e Teresa Pelegri (2004)
- Le mie grosse grasse vacanze greche (My Life in Ruins), regia di Donald Petrie (2009)
- Risorto (Risen), regia di Kevin Reynolds (2016)
- Malnazidos - Nella valle della morte (Malnazidos), regia di Javier Ruiz Caldera (2020)
- Nome in codice: Imperatore (Código Emperador), regia di Jorge Coira (2022)
- Hustle, regia di Jeremiah Zagar (2022)

### Televisione
- Il sospetto (Bajo sospecha) – serie TV (2016)
- Good Behavior – serie TV (2016-2017)
- Cuéntame cómo pasó – serie TV (2019-2020)

## Doppiatrici italiane
- Tiziana Avarista in Risorto, Hustle
- Cinzia De Carolis in Carmen
- Antonella Baldini ne Le mie grosse grasse vacanze greche